# Planalto de Carse
O planalto de Carse (em armênio: Կարսի սարահարթ; romaniz.: Կարսի սարահարթ), também chamada planalto de Vananda (Վանանդի սարահարթ, Vanandi sarahart’) ou planície de Alta Bassiana (Վերին Բասենի դաշտ, Verin Baseni dašt), é um planalto binacional tectônico-eruptivo da porção central do planalto Armênio, na Turquia e Armênia. Sua elevação é de 1 650-1 850 metros. Localiza-se na porção central do planalto Armênio, entre as montanhas Elnagral, Zarixata e Alacuecber. Sua porção central é mais elevada devido a presença dos picos de Arjo Arrije (Արջո Առիջ, Arǰo Aṙiǰ), com 2 693 metros, e Ialelije Lelija (Յաղլիջ ղլիջա, Yałiǰ Łliǰa), com 2 966 metros. Essa porção é circundada pelas cadeiras montanhas vulcânicas de Ani, Naquichevão, Tecor e Sornassar.
O planalto banhado por vários rios que pertencem à bacia hidrográfica do rio Aras, como Acuriã, Carse, Tecor etc. Possui clima continental, com invernos longos e verões curtos, secos e quentes. Seus ventos são característicos e sua precipitação anual é de 400-500 mililitros. Seus solos são férteis e há rica pastagem. Uvas, árvores frutíferas, tabaco, vegetais etc. crescem nas terras baixas e vales dos rios. A região de Sarecamixe tem extensas florestas com espécies de árvores resinosas. Desde a Antiguidade, é conhecido pelo cultivo de cereais, sementes oleaginosas (sobretudo linho) e criação de gado de pequeno e grande porte. Sua área corresponde, grosso modo, ao extinto distrito (gavar) de Vananda, da província de Airarate, no Reino da Armênia.